# Max Fried
Pour les articles homonymes, voir Fried.
Max Dorian Fried (né le 18 janvier 1994 à Santa Monica, Californie, États-Unis) est un lanceur gaucher des Braves d'Atlanta de la Ligue majeure de baseball.

## Carrière
Max Fried fait partie en 2009 de l'équipe des États-Unis de baseball qui remporte une médaille d'or aux Maccabiades en Israël.
Fried est le 7e athlète choisi au total lors du repêchage amateur de 2012 et est le choix de premier tour des Padres de San Diego. Il commence sa carrière professionnelle en ligues mineures avec des clubs affiliés aux Padres en 2012. Il apparaît deux fois sur le palmarès annuel des 100 meilleurs joueurs d'avenir du baseball professionnel dressé par Baseball America, en 46e position au début 2013, puis en 53e place au début 2014. Sa progression est toutefois considérablement ralentie par une opération Tommy John au coude gauche subie le 20 août 2014, ce qui lui fait rater le reste de l'année et toute la saison 2015. C'est durant sa période de convalescence que Fried est échangé par les Padres de San Diego.
Le 19 décembre 2014, San Diego échange Max Fried, l'arrêt-court Jace Peterson, le joueur de champ intérieur Dustin Peterson et le joueur de champ extérieur Mallex Smith aux Braves d'Atlanta en retour du voltigeur étoile Justin Upton et du lanceur droitier Aaron Northcraft.
Fried est de retour au jeu dans les ligues mineures en 2016, où il rejoint un premier club affilié aux Braves. Habituellement lanceur partant dans les mineures, il fait ses débuts dans le baseball majeur comme lanceur de relève avec Atlanta le 8 août 2017, traversant deux manches sans accorder de point aux Phillies de Philadelphie. Il effectue son premier départ dans les majeures le 3 septembre 2017, menant les Braves à la victoire sur les Cubs de Chicago.